# Bernd Duvigneau
Bernd Duvigneau (ur. 3 grudnia 1955 w Magdeburgu) – niemiecki kajakarz, dwukrotny medalista olimpijski.
Reprezentował Niemiecką Republiką Demokratyczną. W igrzyskach brał udział dwukrotnie (O 76. IO 80), na obu olimpiadach zdobywając medale. Jako członek czwórki w 1976 zajął trzecie miejsce, cztery lata później osada NRD triumfowała. Pięć razy stawał na najwyższym stopniu podium mistrzostw świata, zwyciężając w czwórce na dystansie 500 (1978, 1979) oraz 1000 metrów (1974, 1978, 1979).